# 南新町 (徳島市)
南新町（みなみしんまち）は、徳島県徳島市の町名。新町地区に属している。南新町一丁目から南新町二丁目まで存在する。郵便番号は770-0913。

## 地理
徳島市の東部に位置し、東新町商店街と家具の町といわれる東大工町の中間に位置し、南は籠屋町北は新町橋の両商店街に隣接している。

## 歴史
元は古物町の一部で昭和17年より現在の町名となった。昭和50年に東新町の一部を編入。

## 世帯数と人口
2022年（令和4年）9月1日現在の世帯数と人口は以下の通りである。
| 町丁        | 世帯数 | 人口 |
| ----------- | ------ | ---- |
| 南新町1丁目 | 55世帯 | 87人 |
| 南新町2丁目 | 30世帯 | 48人 |
| 計          | 55世帯 | 87人 |

## 小・中学校の学区
市立小・中学校に通う場合、学区は以下の通りとなる。
| 番地 | 小学校             | 中学校             |
| ---- | ------------------ | ------------------ |
| 全域 | 徳島市立新町小学校 | 徳島市立富田中学校 |

## 交通

### 道路
一般国道
- 国道438号